# Messias de Souza Costa
Messias de Souza Costa (Inhumas, 9 de dezembro de 1927 – Goiânia, 17 de março de 2022) foi um político brasileiro. Ele foi prefeito de Goiânia de 2 de fevereiro de 1955 a 5 de março de 1955.

## Biografia
Nascido em Inhumas, no interior de Goiás, em 1927, filho de pai agricultor que se mudou para Bahia para trabalhar no campo. Estudou no Lyceu de Goiânia e trabalhou, como jovem, como balconista na capital goiana. Nesta época, já se engajou com o meio político, sendo co-fundador e primeiro presidente do Sindicato dos Empregados do Comércio do Estado de Goiás.
Em 1956, após concluir seu mandato como prefeito, formou-se em pela Faculdade de Direito de Goiânia, que atualmente pertence à Universidade Federal de Goiás, e se especializou em Direito do Trabalho. Dois anos depois, em 1958, inaugurou a Associação Goiana de Municípios. Como membro da Procuradoria Geral do Estado, foi nomeado desembargador do Tribunal de Justiça de Goiás (TJ-GO). Casado com Helvétia de Souza Costa, teve quatro filhos.

## Administração
O mandato de Messias de Souza Costa durou pouco mais de um mês em 1955. Ele assumiu a prefeitura de Goiânia interinamente, pelo Partido Social Democrático (PSD), entre o fim da segunda gestão de Venerando de Freitas Borges e a posse do prefeito eleito João de Paula Teixeira Filho. Anteriormente, no cargo de presidente da Câmara Municipal, sua administração concentrou-se em preparar a transição entre os dois governos, por causa de uma confusão na contagem de votos no bairro de Campinas.

## Morte
Morreu em 17 de março de 2022, aos 94 anos.